# صرعدد (إب)

تعديل مصدري - تعديل

صرعدد هي إحدى قرى عزلة بني محرم بمديرية إب التابعة لمحافظة إب، بلغ تعداد سكانها 1359 نسمة حسب تعداد اليمن لعام 2004.